# Antonio Pelayo
Antonio Pelayo Bombín (Valladolid, 11 gennaio 1944) è un presbitero e giornalista spagnolo, noto per la sua lunga carriera come corrispondente dal Vaticano e dall'Italia per Antena 3 e la rivista Vida Nueva.
Inoltre, è consulente religioso dell'Ambasciata di Spagna presso la Santa Sede.

## Biografia

### Formazione e primi anni
Pelayo ha studiato teologia presso la Pontificia Università Comillas ed è stato ordinato sacerdote a Madrid il 2 febbraio 1968, nella Festa della Presentazione del Signore. Successivamente, si è laureato in giornalismo presso la Scuola Ufficiale di Giornalismo di Madrid nel 1970. Ha iniziato la sua carriera giornalistica presso il quotidiano Ya e la rivista settimanale Vida Nueva.

### Carriera professionale
Nel 1976 è stato nominato corrispondente di Ya a Parigi, dove è rimasto per nove anni ed è stato presidente dell'Associazione della Stampa Estera in Francia per due anni. Nel 1986 si è trasferito a Roma per continuare il suo lavoro di corrispondente. Dal 1990 lavora per Antena 3, occupandosi di notizie relative al Vaticano e alla Chiesa cattolica. Durante la sua carriera ha accompagnato i Papi Giovanni Paolo II, Benedetto XVI e Francesco in numerosi viaggi internazionali.

### Riconoscimenti
Nel corso della sua carriera, Antonio Pelayo ha ricevuto numerosi premi e riconoscimenti:
- Premio ¡Bravo! Especial: Assegnato dalla Conferenza Episcopale Spagnola nel 2016 in riconoscimento della sua carriera professionale nella stampa, radio e televisione.[5]
- Premio Giuseppe De Carli: Conferito nel 2017 dall'Associazione Culturale Giuseppe De Carli, questo premio riconosce la sua lunga carriera nel campo dell'informazione religiosa.[3]
- Premio Calabria: Assegnato dalla Presidenza della Repubblica Italiana, riconosce Pelayo come uno dei migliori corrispondenti stranieri in Italia.[5]
- Premio del Club Internazionale della Stampa di Madrid: Riconoscimento per il suo eccezionale lavoro giornalistico a livello internazionale.[5]
- Predicatore ufficiale della Settimana Santa di Valladolid: Nel 2008 è stato scelto per pronunciare il discorso ufficiale della Settimana Santa nella sua città natale, Valladolid.[6]